# 중앙아프리카 공화국 요리

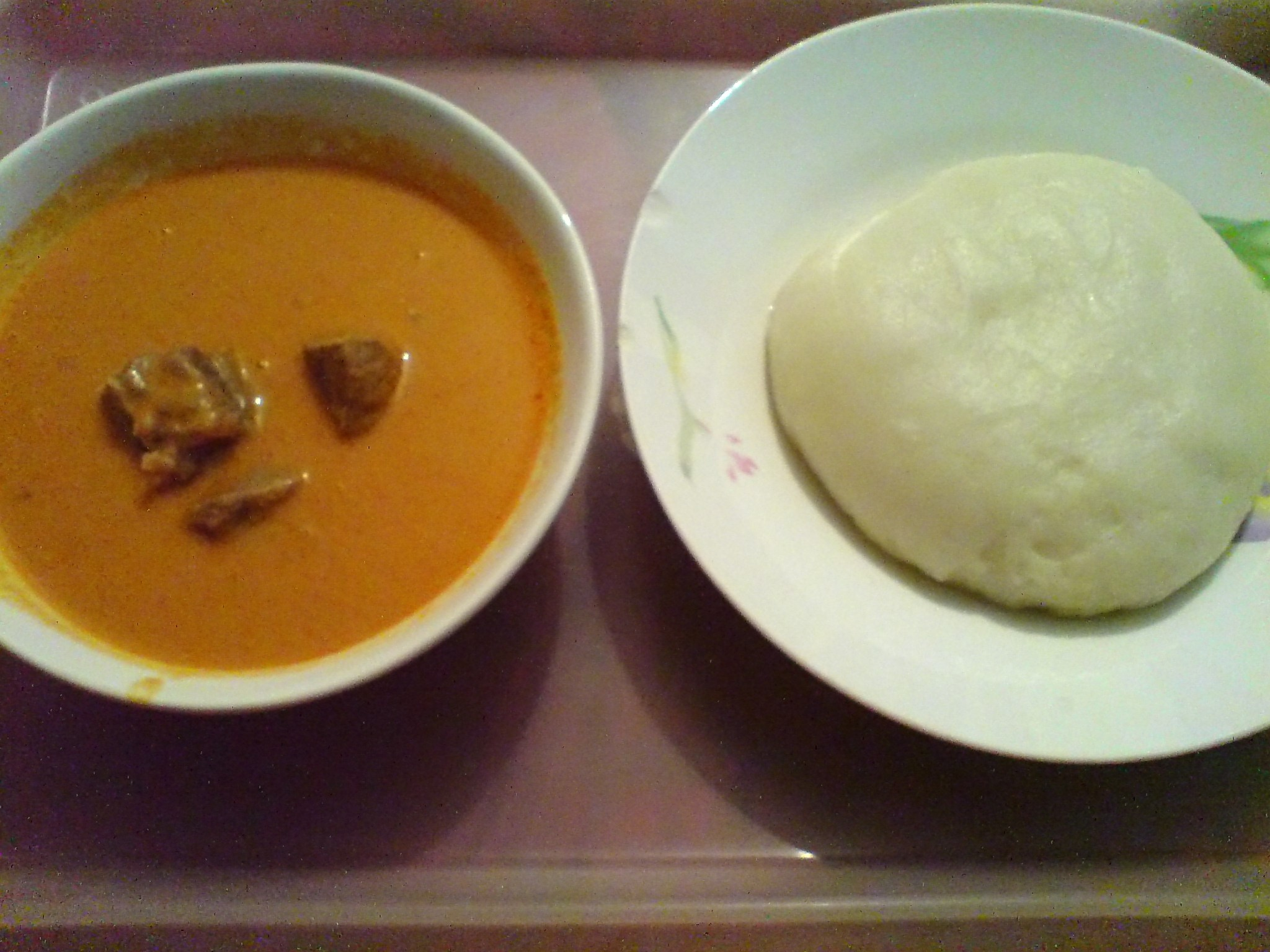
푸푸

중앙아프리카 공화국 요리(中央Africa共和國 料理, 상고어: kôbe tî Bêafrîka 코베 티 베아프리카, 프랑스어: cuisine centrafricaine 퀴진 상트라프리켄[*])는 중앙아프리카에 있는 중앙아프리카 공화국의 요리이다.

## 같이 보기
- 아프리카 요리